# Ster Goanez
Le Ster Goanez est une rivière française affluente de rive droite de l'Aulne qui coule dans le département du Finistère.

## Description

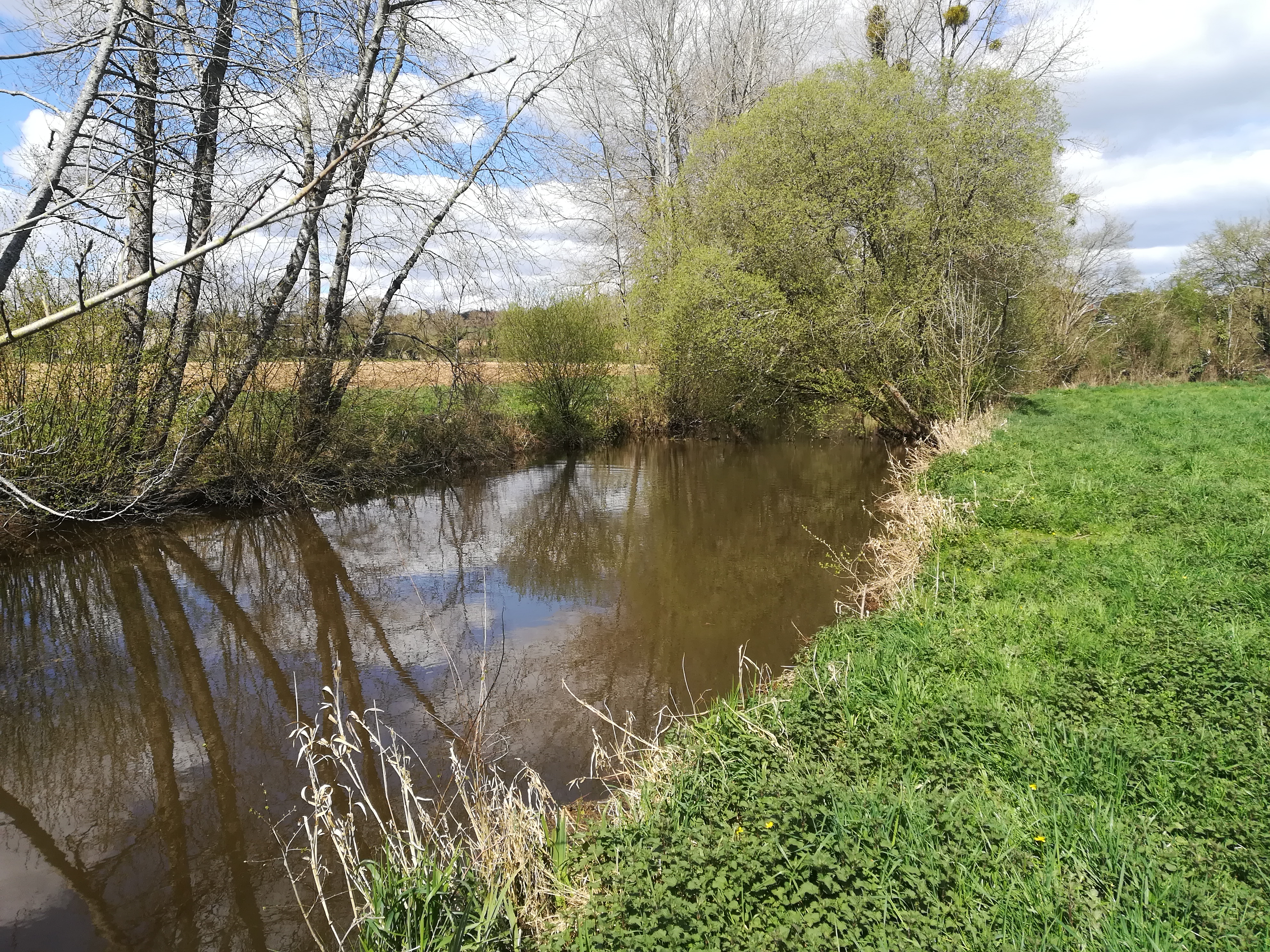
Le Ster Goanez juste avant sa confluence avec l'Aulne (canal de Nantes à Brest), à la limite entre les communes de Châteauneuf-du-Faou et Lennon.

Ce cours d'eau a sa source à la limite communale de Loqueffret et de Plonévez-du-Faou, et forme limite avec le Parc naturel régional d'Armorique dans son cours supérieur ; il coule généralement dans le sens sud-sud-ouest à travers une zone peu peuplée de la Haute Cornouaille ; il forme dans son cours médian limite communale entre Le Cloître-Pleyben et Plonévez-du-Faou ; à une distance de sa source d'environ 23,6 km, alors qu'il forme la limite communale entre Lennon et Châteauneuf-du-Faou, il se jette dans l'Aulne en tant qu'affluent de rive droite (l'Aulne, dans cette zone, est un tronçon du canal de Nantes à Brest).
Son lit était parsemé d'embâcles, des troncs d'arbres de diamètres variés, qui entravaient la libre circulation de l'eau et provoquaient des barrages. Le Ster Goanez est en cours de restauration par les pêcheurs : 5,5 km du Ster-Goanez ont été restaurés durant la période 2017-2021 avec l’aide financière de l’Agence de l’eau via l'Établissement Public Territorial de Bassin de l'Aulne (EPAGA). À terme, ce seront 10 km du Ster Goanez qui seront nettoyés par l’Association agréée de pêche et de protection du milieu aquatique (AAPPMA) de Châteauneuf-du-Faou.

## Le Ster Goanez décrit en 1899
Le Guide Joanne de 1899 en fait la description suivante : 

« Steir Goanez (Ster Goanez). Ruisseau du département du Finistère, du bassin de l'Aulne, en un pays de schistes cambriens et surtout de schistes houillers, commence à 9 km Sud-Ouest d'Huelgoat, sur les collines de Loqueffret (277 m), au Nord-Ouest desquelles s'étendent les vastes, les froids marais de Saint-Michel (...). Ces collines sont les avant-bastions de la sombre Montagne d'Arrée. Le Steir Goanez coule vers le Sud, un peu Ouest, sans rencontrer autre chose que des hameaux (...). Il laisse, à 2 km à droite, sur le tertre, le village du Cloître ; à 2 km ½ à gauche, sur le tertre également, celui de Plonévez-du-Faou ; à 1 km ½ à droite, et toujours sur la hauteur, celui de Lennon, et se perd dans l'Aulne, à 6 km Ouest du bassin de Châteauneuf-du-Faou. Cours : 20 km ;  largeur : 4 à 5 mètres ; bassin : environ 9 000 ha ; eaux ordinaires [débit moyen] fixées à 1 054 litres (...) ; étiage : 74 litres ; crues : 6 à 7 m³/s; 13 moulins à farine. »

## Toponymie
- Stêr ou Ster signifie "rivière" en breton.